# Quit Playing Games (with My Heart)
Quit Playing Games (with My Heart) (englisch für „Hör auf, Spiele zu spielen (mit meinem Herzen)“) ist ein Popsong der US-amerikanischen Gesangsgruppe namens Backstreet Boys aus dem Jahr 1996. Der auf dem Debütalbum Backstreet Boys erschienene Song war der erste Nummer-eins-Hit der weltweit erfolgreichen Popgruppe.

## Aufnahme
Musik und Text stammen von Max Martin und Herbert Crichlow, die auch als Produzenten beteiligt waren. Das Lied erschien beim Musiklabel Jive Records als vierte Singleauskopplung mit dem Titel Nobody But You als B-Seite. In der 101. Sendeausgabe aus Basel der ZDF-Samstagabendshow Wetten, dass..? vom 9. November 1996 wurde Quit Playing Games (with My Heart) von den Backstreet Boys erstmals vor deutschem Publikum interpretiert.

## Musikvideo
Im Musikvideo zu Quit Playing Games (with My Heart) performen die Backstreet Boys bei Nacht auf einem regennassen Basketballfeld. Die Kombination aus Regen und emotionaler Choreografie verstärkt das Gefühl von Verletzlichkeit und Herzschmerz, das im Liedtext thematisiert wird. Das Musikvideo wurde 1996 von dem schwedischen Regisseur Kai Sehr inszeniert.

## Kommerzieller Erfolg

### Chartplatzierungen
| ChartsChartplatzierungen       | Höchstplatzierung | Wochen |
| ------------------------------ | ----------------- | ------ |
| Deutschland (GfK)              | 1 (21 Wo.)        | 21     |
| Österreich (Ö3)                | 1 (16 Wo.)        | 16     |
| Schweiz (IFPI)                 | 1 (27 Wo.)        | 27     |
| Vereinigte Staaten (Billboard) | 2 (43 Wo.)        | 43     |
| Vereinigtes Königreich (OCC)   | 2 (10 Wo.)        | 10     |

| ChartsJahrescharts (1996) | Platzierung |
| ------------------------- | ----------- |
| Deutschland (GfK)         | 16          |
| Österreich (Ö3)           | 27          |

| ChartsJahrescharts (1997)      | Platzierung |
| ------------------------------ | ----------- |
| Deutschland (GfK)              | 56          |
| Österreich (Ö3)                | 37          |
| Vereinigte Staaten (Billboard) | 11          |

| ChartsJahrescharts (1998)      | Platzierung |
| ------------------------------ | ----------- |
| Vereinigte Staaten (Billboard) | 62          |

### Auszeichnungen für Musikverkäufe
| Land/Region                  | Auszeichnungen für Musikverkäufe (Land/Region, Auszeichnung, Verkäufe) | Verkäufe  |
| ---------------------------- | ---------------------------------------------------------------------- | --------- |
| Australien (ARIA)            | Gold                                                                   | 35.000    |
| Dänemark (IFPI)              | Gold                                                                   | 45.000    |
| Deutschland (BVMI)           | Platin                                                                 | 500.000   |
| Österreich (IFPI)            | Gold                                                                   | 25.000    |
| Polen (ZPAV)                 | Gold                                                                   | 10.000    |
| Vereinigte Staaten (RIAA)    | Platin                                                                 | 1.200.000 |
| Vereinigtes Königreich (BPI) | Silber (Physisch) · + Silber (Digital)                                 | 400.000   |
| Insgesamt                    | 2× Silber · 4× Gold · 2× Platin ·                                      | 2.215.000 |

Hauptartikel: Backstreet Boys/Auszeichnungen für Musikverkäufe